# گلوب جت
گلوب جت (به انگلیسی: Globe Jet) یک شرکت هواپیمایی است که در تاریخ ۲۰۰۳ میلادی تأسیس شده است. دفتر مرکزی گلوب جت در بیروت، لبنان واقع شده‌است و قطب این شرکت هواپیمایی در فرودگاه بین‌المللی رفیق حریری بیروت قرار دارد.